# SN 2001js
SN 2001js – supernowa odkryta 19 listopada 2001 roku w galaktyce A084758+4415. W momencie odkrycia miała maksymalną jasność 23,60m.